# 河北町立西里小学校
河北町立西里小学校（かほくちょうりつ にしざとしょうがっこう）は山形県西村山郡河北町にある公立小学校。

## 所在地
- 山形県西村山郡河北町西里562

## 沿革
- 1875年（明治8年）4月21日 -  西里小学校を開設。
- 1887年（明治20年）4月 - 西里尋常小学校と改称
- 1901年（明治34年） -  西里尋常高等小学校に改称
- 1904年（明治37年） -  現在地に校舎完成
- 1941年（昭和16年） - 西里国民学校と改称。
- 1948年（昭和23年） - 西里村立西里小学校に改称
- 1954年（昭和29年） - 河北町立西里小学校に改称
- 1968年（昭和43年） - プール完成
- 1985年（昭和60年） - 新校舎完成
- 1986年（昭和61年） -  体育館完成。

## 学区
- 天満・冶部橋・中島・白山堂・塩之渕・下槇・両所中・両所 島・両所上・両所東・根際上・根際下・造山[2]

## 卒業後
- 河北中学校へ進学する[2]